# Les Mées, Sarthe

Les Mées este o comună în departamentul Sarthe, Franța. În 2009 avea o populație de 97 de locuitori.